# Die Protokollantin
Die Protokollantin ist eine Krimi-Miniserie mit Iris Berben, Moritz Bleibtreu und Peter Kurth in den Hauptrollen, die ab Oktober 2018 im ZDF ausgestrahlt wurde.

## Inhalt
Als Freya Becker mit dem Fall Thilo Menken und dem verschwundenen Mädchen Sandra konfrontiert wird und kurz darauf auch noch der mutmaßliche Mörder ihrer Tochter Marie aus dem Gefängnis entlassen wird, beschließt sie, der Wahrheit auf den Grund zu gehen und gemeinsam mit Damir Mitkovic auf ihre Art für Gerechtigkeit zu sorgen.

## Episoden
| 1 | Andere Gesetze   | 20. Oktober 2018  |
| Freya Becker, Protokollantin beim LKA Berlin, lebt zurückgezogen und unauffällig. Den Verlust ihrer Tochter Marie, die elf Jahre zuvor spurlos verschwand, hat Freya nie verwunden.    |                  |                   |
| 2 | Ein neuer Chef   | 27. Oktober 2018  |
| Thilo Menken, von dessen Schuld an der Vergewaltigung der minderjährigen Sandra Freya weiterhin überzeugt bleibt, ist spurlos verschwunden. Alles deutet auf ein Gewaltverbrechen hin. |                  |                   |
| 3 | Das Haus im Wald | 3. November 2018  |
| Eine neue Spur im Fall Menken führt Hauptkommissar Silowski zu Sabine Menken, der Schwester von Thilo Menken. In den bisherigen Ermittlungen tauchte sie nie auf.                      |                  |                   |
| 4 | Schuld und Sühne | 10. November 2018 |
| Entscheidende Indizien erhärten den Verdacht im Fall Sandra. Freya stürzt diese Erkenntnis in eine große Gewissensnot, weil sie sich bei Thilo Menken geirrt haben könnte.             |                  |                   |
| 5 | Die Lichtung     | 17. November 2018 |
| Sabine Menken gesteht im Fall Sandra und führt Silowski und seine Leute zu dem Ort, wo sie das junge Mädchen verscharrt hat.                                                           |                  |                   |

## Dreharbeiten
Die Dreharbeiten fanden vom 24. April bis 11. August 2017 in Bayern und Berlin statt.

## Rezeption
Die Serie war mit acht weiteren Produktionen für das Cannes International Series Festival nominiert. In Deutschland wurde sie auf dem Filmfest München in der Kategorie „Neue Deutsche Serien“ gezeigt. Die Protokollantin erhielt überwiegend positive Kritiken. Claudia Reinhard schrieb in der Frankfurter Allgemeine Zeitung: „Die Drehbuchautorin und Regisseurin Nina Grosse hat mit der Konzeption ihrer Miniserie wahrlich Nerven bewiesen. Sie verzichtet auf den Adrenalinspiegel steigernde Effekte oder überhöhte Cliffhanger am Ende der Episoden. Das Drama entfaltet sich gleichmäßig schleichend.“ Der Deutschlandfunk hob die ungewöhnliche Machart hervor: „Wenn Freya nachts am Fenster steht, erinnert das an ein Gemälde von Edward Hopper. Und wenn sie plötzlich von ihrer Tochter halluziniert, entfacht das einen subtilen Horror.“ Die Zeit lobte die Leistung des engagierten Ensembles und die „starken Männer- und Frauenrollen, die in interessantem Kontrast zueinander stehen.“ In der taz betonte Jens Mayer, dass die Serie den Emanzipationsschub in der Folge der #MeToo-Debatte mit einer Regisseurin und einer Protagonistin jenseits festgefahrener Stereotypen demonstriere.